# Boavista Futebol Clube Timor-Leste
Boavista Futebol Clube Timor-Leste ist ein osttimoresischer Fußballverein. Er ist in der Landeshauptstadt Dili, im Stadtteil Comoro ansässig. Bis zum Frühjahr 2018 war der Name des Vereins Carsae Football Club, kurz Carsae FC.

## Geschichte

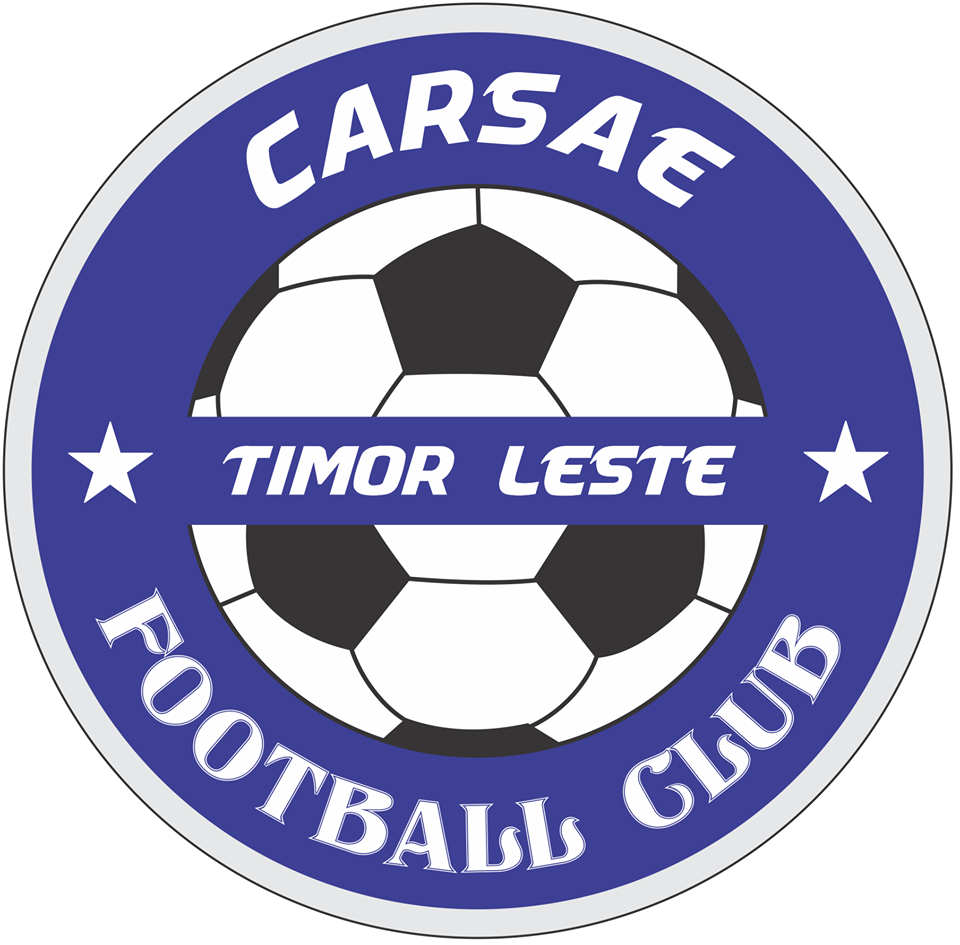
Logo des Carsae FC

Der Verein wurde am 3. Februar 1986 in Dili von Pedro Miguel Carrascalão gegründet, Sohn von Mário Viegas Carrascalão, der zu diesem Zeitpunkt indonesischer Provinzgouverneur des von Indonesien besetzten Osttimors war. „Carsae“ ist die Abkürzung für „Kumpulan Anak Remaja Lorosae“ (deutsch Jugend aus dem Land der aufgehenden Sonne). Da der Name timoresisch-patriotisch war und trotz der Herkunft des Gründers Ärger mit dem indonesischen Militär drohte, verwendete man die Abkürzung. Die Begründung nach außen war, dass „Carsae“ die Abkürzung von „Carrascalão“ sei. Die „zweite Generation“ der Mannschaft hatte ihren Sitz ab 1990 in Venilale, doch 1991 musste der Verein nach dem Santa-Cruz-Massaker aufgrund der allgemeinen Sicherheitslage in dem von Indonesien besetzten Osttimor den Spielbetrieb einstellen. Die Neugründung erfolgte dann 2015 in Dili.
Ende 2017 verkaufte Pedro Miguel Carrascalão den Verein an den osttimoresischen Geschäftsmann Carl Cico Gusmão. Am 6. Februar 2018 erfolgte die Umbenennung des Vereins in Boavista FC Timor-Leste, als Auslandsniederlassung des portugiesischen Vereins Boavista Porto. Präsident des osttimoresischen Vereins ist nun José Ramos-Horta.

## Abschneiden
2015 erreichte der Carsae FC in der Qualifikationsrunde für die neugegründete LFA Primeira Divisão in der Gruppe A Platz 1 von 5 und so den Einzug in die höchste Liga. In der Spielzeit 2016 kam er auf Platz 6 von 8 und schaffte damit gerade noch den Klassenerhalt, in der Spielzeit 2017 wurde man Dritter. 2018 gewann Boavista die Meisterschaft.
Beim Landespokal Taça 12 de Novembro 2016 schied man bereits in der ersten Runde gegen Karketu Dili aus. 2017 scheiterte man erst im Finale gegen Atlético Ultramar und 2018 erneut gegen Atlético Ultramar in der zweiten Hauptrunde.

## Erfolge
- Osttimoresischer Supercup-Sieger: 2018

## Spieler
- Edit Savio[7]
- Nelson Viegas